# Graham Peacock
Graham Peacock (* 26. Juli 1945 in London) ist ein Vertreter der abstrakten Malerei in Kanada.

## Leben
Peacock studierte von 1962 bis 1966 an der Goldsmiths, University of London, anschließend ein Jahr am Leeds College of Art. 1969 ging er nach Edmonton und folgte dem Ruf an die University of Alberta, wo er am Department of Art and Design bis heute als Professor für Malerei tätig ist. Darüber hinaus unterrichtete an zahlreichen internationalen Kunstschulen als Gastprofessor. Er ist Gründungsmitglied der 1990 gegründeten Künstlergruppe New New Painters.

## Werk
Unter dem Einfluss von Künstlern wie Jackson Pollock, Jules Olitski und Larry Poons experimentierte Peacock mit dicken, übereinander gegossenen Acryl-Farbschichten, die auf etwa 10 Meter lange, auf dem Boden liegenden  Leinwandbahnen, gegossen wurden. Da die darunterliegende Schicht noch nicht ganz gehärtet ist, kommt es zu Materialspannungen und vielfältigen Rissbildungen. Mit diesem Verfahren hatte Peacock das wichtigste Element seiner unverwechselbaren Prozess-Malerei entwickelt, die ihm um 1982 mit der Polo-Serie endgültig zum künstlerischen Durchbruch verhilft.
Wie die meisten der oben genannten Künstler legt auch er erst nach der Beendigung aller malerischen Prozeduren die Bildbegrenzungen fest. Dann erst wird der als autonomes Bild markierte Teil aus der großen Leinwand extrahiert und auf einen Rahmen gespannt. Die unregelmäßigen Polygon-, Ellipsen- und Tropfenformate der 80er Jahre weichen in den 90er Jahren wesentlich komplexeren Formen, die sich aus der Entwicklung der Komposition vom Bildzentrum nach außen ergeben. Allzu aggressive Formen, die mit der Bildkomposition nur mangelhaft korrespondieren, werden in den folgenden Jahren nachbearbeitet. Ab Mitte der 90er Jahre verwendet der Künstler zusätzlich Polyurethanschaum, Isolierungsschläuche, Collage-Elemente wie Glasperlen, stark reflektierende Fragmente und holographische Materialien sowie Glitter. Ab der „Cut Out“ - Serie im Jahr 2000 werden auch bemalte Leinwandteile eines Bildes ausgeschnitten und durch neue Fragmente ersetzt, die eine illusionistische Wirkung entwickeln.
Ken Carpenter schrieb 2001 in „Art of America“: „Peacock hat diese Leinwände in unregelmäßigen, welligen Formen ausgeschnitten und auf Rahmen aufgezogen. Durch die Verwendung von Isolierungsschläuchen, Gittermatten für Teppiche und Polyurethanfüllung hat er Kämme und Hügel innerhalb der Farbflächen herausgearbeitet. Die materielle Beschaffenheit dieser Werke scheint seine Malerei der Skulptur anzunähern. In einer Art von Streben nach Andersartigkeit, wie Walter Pater es ausdrückte, konnte die Kraft einer Kunst manchmal die Form für eine andere liefern. Aber anstatt skulptural könnten diese Bilder eher als topographisch bezeichnet werden. Sie stehen im Einklang mit Miros Anspruch, innerhalb der reinen Malerei zu bleiben und währenddessen zugleich darüber hinaus zu gehen.“

## Einzelausstellungen (Auswahl)
- 2012 The University of Calgary, „The India Suite“
- 2008 Gallery One, Toronto, „Graham Peacock, Highlights, 1982 -2006“
- 2005 Art Gallery of Alberta, „Graham Peacock at 60 - A Retrospective Exhibition 1980 to 2005“
- 2003 The New New Painting Museum, Toronto, „New New Illusionism“
- 2002 Vanderleelie Gallery, Edmonton, „Paris Suite Collages“
- 2001 Gallery One, Toronto, „Coeur de Lion“
- 1996 The Edmonton Art Gallery, „Reflective and Refractive Works in Glass“
- 1995 Galerie Dambier Masset, Paris, „1982-95 Survey Exhibition“
- 1994 Vanderleelie Gallery, Edmonton, Canada, „Circularity Paintings“
- 1994 University of Alberta, Edmonton, „Colour and Dimension“
- 1992 The Works Visual Arts Festivals, Edmonton
- 1989 Virginia Christopher Galleries, Calgary, Canada
- 1988, 89, 91 Gallery on Whyte, Edmonton
- 1987 The Edmonton Art Gallery, Edmonton, „Paint Process and Spirit, 1982-87 Retrospective“
- 1986 Waddington Shiell Galleries, Toronto, Canada
- 1986 Hughes Art Ltd., Victoria, B.C., Canada
- 1986 Galerie Don Stewart, Montreal, Canada
- 1983, 84 Martin Gerard Gallery, Edmonton
- 1981, 82 Hett Gallery, Edmonton
- 1979 Glenmore Gallery, Toronto
- 1977 The Edmonton Art Gallery, Alberta, „Fans and Pillars“
- 1976 Latitude 53 Gallery, Edmonton, „Screens“
- 1975 Woltjen Udell Gallery, Edmonton
- 1972 The Edmonton Art Gallery, Alberta, „Striations“
- 1973, 74 Art Circuit, Touring Exhibition, Atlantic Provinces
- 1971 Memorial University, St. John’s, Newfoundland, „Atlantic Provinces Touring Exhibition“
- 1971 Lefebvre Gallery, Edmonton
- 1971 Alberta College Art Gallery, Calgary, Canada
- 1979 The British School, Rom, „Grid Paintings“